# علي الوهيبي
علي الوهيبي، من مواليد 1 يناير، 1983، العين، لاعب كرة قدم إماراتي يلقب بالشاويش ولعب مع نادي العين ومنتخب الإمارات لكرة القدم.

## بداية مسيرته
بدأ مسيرته الكروية مع نادي العين في عام 2003.
و قد بدأ باللعب مع منتخب الإمارات لكرة القدم في عام 2003.

## الانجازات
| الأندية نادي العين المنتخب | فردية - أفضل لاعب في دورة لوزان الودية 2006 - أفضل لاعب مواطن موسم 06-2005 - أفضل لاعب في الدوري الإماراتي (استفتاء مجلة نادينا) - لقب نجم النجوم 2006 (استفتاء الرابع للاتحاد الرياضي) |

## وصلات خارجية
- علي الوهيبي على موقع قاعدة بيانات كرة القدم.إي يو (الإنجليزية)
- علي الوهيبي على موقع ناشيونال فوتبول تيمز (الإنجليزية)

- شبكة زعيم الإمارات - صوت الأمة العيناوية على الإنترنت نسخة محفوظة 28 فبراير 2009 على موقع واي باك مشين.
- الموقع الرسمي لنادي العين
- صفحة النادي في موقع كورة نسخة محفوظة 5 مارس 2016 على موقع واي باك مشين.